# Leonardius lahillei
Leonardius lahillei es un hemíptero de la familia Aleyrodidae, con una subfamilia: Aleyrodinae.
Fue descrita científicamente por primera vez por Leonardi en 1910.